# Neothorelia laotica
Neothorelia laotica är en tvåhjärtbladig växtart som beskrevs av François Gagnepain. Neothorelia laotica ingår i släktet Neothorelia och familjen Stixaceae. Inga underarter finns listade i Catalogue of Life.